# Eugene Amandus Schwarz
Eugene Amandus Schwarz (Liegnitz, 21 april 1844 - Washington, 15 oktober 1928) was een Amerikaans/Duits entomoloog.
Schwarz werd geboren in Liegnitz (Silezië, destijds in Duitsland, tegenwoordig Polen). In 1872 vertrok hij naar de Verenigde Staten om zijn studie entomologie voort te zetten onder Hermann Augustus Hagen (1817-1893) aan de Harvard-universiteit. Schwarz maakte reizen door Amerika met John Lawrence LeConte (1825-1883) en Charles Valentine Riley (1843-1895). Van 1878 tot aan zijn dood in 1928 werkte hij als entomoloog bij het Amerikaanse ministerie van Landbouw. Hij speelde een belangrijke rol bij het organiseren van de insectencollecties van het National Museum of Natural History in Washington en was lid van diverse entomologische verenigingen. Zijn Europese kevercollectie is in bezit van het Naturforschende Gesellschaft Görlitz en de rest van zijn verzameling bevindt zich in het National Museum of Natural History in Washington.
- Gemeinsame Normdatei: 102324050
- International Standard Name Identifier: 0000 0000 2964 0715
- Library of Congress Control Number: n91109378
- Nederlandse Thesaurus van Auteursnamen: 240203437
- SNAC: w63s6x4x
- Système universitaire de documentation: 220243530
- Virtual International Authority File: 66854635
- WorldCat: E39PBJpyv6YfXTCQ9vBgxgpXVC